# Чисников, Никита Валерьевич
Никита Валерьевич Чисников (род. 16 августа, 1981 г. Мурманск) — российский продюсер телевидения, режиссер, блогер, преподаватель. Продюсер проектов для федеральных каналов: Домашний, РЕН ТВ, ТВ Центр, RT, Пятница!, Матч ТВ и др. Основатель международного фестиваля короткометражных фильмов Short Shot Fest. Автор и ведущий популярного канала в социальной сети TikTok и Дзен. Лауреат ряда кинофестивалей.

## Биография
Родился 16 августа 1981 года в Мурманске.
Окончил экономический факультет МЭСИ в 2003 году. В 2014 году закончил Высшие режиссерские курсы ВГИК им. С. Герасимова (мастерская Ю.Кара) по специальности "Режиссер кино". В 2019 году получил степень Executive MBA в университете Corvinus (Венгрия).
С 1999 года работал директором и продюсером проектов на федеральных каналах: НТВ, ТВ-6 Москва, ТВС, ТНТ, Пятница!
В 2010 году основал производственную компания "Мейнстрим", занимающуюся производством телевизионных проектов для федеральных телеканалов: от документальных фильмов до игровых сериалов. Автор сценария и режиссер ряда игровых короткометражных фильмов: "#Карантин", "30 способов завоевать мужчину", "Аноним", "Рыбный день", "Пацаны" и др.
В 2020 году основал международный фестиваль короткометражных фильмов "Short Shot Fest", участниками которого стали сотни режиссеров из России и мира.
Преподаватель курса "Мастерство продюсера кино" в Школе Телевидения "Останкино" и курса "Кинопроизводство" в Московской Школе Кино (МШК).
Автор и ведущий канала в TikTok и Дзен. Постоянный участник и член жюри кинофестиваля "Северный характер" (г. Мурманск). Куратор и преподаватель кинолаборатории "Печенгафильм" (Мурманская обл.), автор мастер-классов.
Автор и ведущий авторского проекта "Под куполом", съемки которого проходили в павильоне "Книги" на территории ВДНХ.

## Продюсер телевизионных проектов, сериалов и циклов
- "Забытый полк" (НТВ, ТВС)
- "Место печати" (ТВС)
- "Чистосердечное признание" (НТВ)
- "Лихие 90-е" (НТВ)
- "Протокол. Расследование" (НТВ)
- "Путеводная звезда" (Звезда)
- "Звездный вечер с А. Комоловым и О. Шелест" (Звезда)
- "Утро командира" (Звезда)
- "Лаборатория чувств" (МУЗ)
- "Идеальный мужчина" (СТС)
- "Comedy Батл" (ТНТ)
- "Ревизорро" (Пятница!)
- "Рыжие" (Пятница!)
- "Пародайс" (Пятница!)
- "Тайны мира" (РЕН ТВ)
- "Легенды СССР" (РЕН ТВ)
- "МастерШеф" (СТС)
- "Проводница" (Домашний)
- "Чудотворица" (Домашний)
- "Эффект Матроны"(Домашний)
- "Панамские хроники" (RT)
- "Страсть" (Пятый)
- "Москвички" (Домашний)
- "Под прицелом будущего" (RT)
- "Нотариус" (Домашний)
- "Будущее сегодня" (RT)

## Предпросмотр примечаний
1. ↑  Спектакли, квест и мастер-классы: на ВДНХ отметят Всемирный день театра. mos.ru Официальный сайт Мэра Москвы. Архивировано 23 ноября 2023. Дата обращения: 27 февраля 2023.
2. ↑  Основатель телекомпании «Мейнстрим» Никита Чисников снял короткометражный фильм «Карантин». Сноб. Дата обращения: 27 февраля 2023. Архивировано 27 февраля 2023 года.
3. ↑  В жюри МКФ «Северный Характер: green screen» войдут представители России, Норвегии и Швеции. www.hibiny.com. Дата обращения: 27 февраля 2023. Архивировано 27 февраля 2023 года.
4. ↑  В Мурманской области открывается кинолаборатория. Murman.ru. Архивировано 4 июня 2022. Дата обращения: 27 февраля 2023.
5. ↑  В Печенгском районе продолжает работу кинолаборатория «Печенгафильм». Хибины.com. Архивировано 27 февраля 2023. Дата обращения: 27 февраля 2023.
6. ↑  Ко Дню студента на ВДНХ подготовили образовательную программу и интерактивы - ТАСС. TACC. Дата обращения: 27 февраля 2023. Архивировано 27 февраля 2023 года.
7. ↑  ВДНХ приглашает москвичей на онлайн-встречи с режиссерами и актерами. m24.ru. Дата обращения: 27 февраля 2023. Архивировано 27 февраля 2023 года.